# 令和3年度全国高等学校総合体育大会
令和3年度全国高等学校総合体育大会（れいわさんねんどぜんこくこうとうがっこうそうごうたいいくたいかい）は、2021年（令和3年）7月から2022年（令和4年）2月にかけて行われた全国高等学校総合体育大会。
実施34競技のうち、30競技による夏季大会が2021年7月24日 - 8月24日を開催期間として北信越ブロックと和歌山県で、冬季大会の4競技が競技種目ごとに下記開催地および開催期間にてそれぞれ実施された。

## 夏季大会
夏季大会は、福井県を中心とする北信越で開催された。大会愛称は 輝け君の汗と涙 北信越総体 2021。スローガンは「走れ 北信越の大地を とべ 北信越の大空へ」。開会式は8月13日にサンドーム福井で挙行。
本大会は同時期に開催の2020年東京オリンピック・パラリンピックの影響で、宿泊施設不足の懸念および同時期開催の第103回全国高等学校野球選手権大会と同じ8月9日から25日までの間に全日程を行わなければならない。また高体連は夏季大会に関して新型コロナの感染急拡大で一般非公開で開催が決定。総合開会式も大幅縮小された。

### 概要
- 愛称：輝け君の汗と涙 北信越総体 2021
- スローガン：「走れ 北信越の大地を とべ 北信越の大空へ」
- 総合開会式：サンドーム福井
- 開催地：福井県（総合開会式など）、新潟県、富山県、石川県、長野県
- 共催：読売新聞
- 特別協賛：大塚製薬
- 協賛：JTB・マイナビ・カンコー学生服・au・P&P浜松・メニコン・日本工学院

### 実施競技・会場一覧

#### 福井県
- 陸上競技（福井県営陸上競技場）
- ハンドボール（福井県営体育館、福井市体育館、福井県立羽水高等学校体育館、北陸電力福井体育館フレア、福井市にぎわい交流施設ハピリンホール（開会式のみ））
- ボクシング（福井県営体育館）
- 自転車競技（ロード：大野市特設ロードレースコース、ロード開会式：大野市文化会館、トラック：福井競輪場、トラック開会式：JA福井県福井基幹支店）
- サッカー（テクノポート福井総合公園（スタジアム・芝生広場）、丸岡スポーツランド（サッカー場・人工芝グラウンド）、三国運動公園（陸上競技場・人工芝グラウンド）、福井県営補助競技場）
- カヌー（北潟湖特設カヌーコース、グランディア芳泉グランディアホール（開会式のみ）、福井県立芦原青年の家体育館（閉会式のみ））
- アーチェリー（鯖江市東公園陸上競技場、鯖江市総合体育館（開・閉会式のみ））
- フェンシング（越前市AW-Iスポーツアリーナ、越前市文化センター（開会式のみ））
- 登山（三頭山・取立山、幕営地：勝山市長山公園グラウンド、審査：福井県立勝山高等学校、開・閉会式：勝山市体育館ジオアリーナ）
- ソフトボール（敦賀市総合運動公園（野球場・体育館（開会式のみ））、敦賀市きらめきスタジアム）
- ウエイトリフティング（小浜市民体育館）
- ボート（久々子湖漕艇場 、美浜町学習センターなびあす（開会式のみ）、美浜町総合運動公園体育館（閉会式のみ））
- レスリング（おおい町総合運動公園体育館）

#### 新潟県
- 体操競技・新体操（リージョンプラザ上越（体操競技）、新潟市東総合スポーツセンター（新体操））
- バスケットボール（男子:アオーレ長岡、長岡市市民体育館、長岡市北部体育館、女子:新潟市東総合スポーツセンター、新潟市亀田総合体育館、新潟市秋葉区総合体育館、新潟テルサ（開会式のみ））
- 相撲（糸魚川市民総合体育館）
- 弓道（謙信公武道館）

#### 富山県
- 卓球（富山市総合体育館）
- バドミントン（高岡市竹平記念体育館、高岡市ふくおか総合文化センター、アルビス小杉総合体育センター、新湊アイシン軽金属スポーツセンター）
- ホッケー（小矢部ホッケー場、小矢部市野外運動広場、小矢部市陸上競技場、クロスランドおやべ（開会式のみ））
- 空手道（上市町丸山総合公園総合体育館）

#### 石川県
- バレーボール（いしかわ総合スポーツセンター、金沢市総合体育館）
- ソフトテニス（男子:能登町能都健民テニスコート、女子:七尾市和倉温泉運動公園テニスコート）
- 剣道（いしかわ総合スポーツセンター）
- なぎなた（白山市松任総合運動公園体育館）

#### 長野県
- 水泳（長野運動公園総合市民プール（競泳・飛込）、長野県長野東高等学校プール（水球））
- 柔道（長野市ホワイトリング）
- テニス（松本市浅間温泉庭球公園、松本市やまびこドーム、信州スカイパーク庭球場、松本市キッセイ文化ホール（開会式のみ））
- 少林寺拳法（長野県立武道館）

#### 和歌山県
- ヨット：和歌山セーリングセンターで開催。

### 大会記録
公式ウェブサイト内「記録報告書（全県）」を参照。

## 冬季大会
令和3年度全国高等学校総合体育大会では、2021年（令和3年）12月から2022年（令和4年）2月にかけてスキー、スケート・アイスホッケー、ラグビーフットボール、駅伝の4競技が冬季大会として開催された。

### スキー大会
スキー大会は、第71回全国高等学校スキー大会として2022年2月6日 - 2月10日に岩手県八幡平市で開催された。スローガンは、「はばたけ岩手の空に 雪原の大地を駆け抜けろ！」。
- 新型コロナウイルス感染症の新規感染者が全国的に急増していることを受け、すべての競技・式典を無観客（保護者含む）で開催することが2022年1月17日に発表された[3]。
- さらに、新型コロナウイルス感染症がさらに国内及び県内で感染拡大している状況から、下記内容への変更が1月28日に発表された[4]。

1. 開会式及び閉会式を中止
2. 種目別表彰は各競技会場で実施、総合の部の表彰は中止

#### 概要
- 主催：公益財団法人全国高等学校体育連盟、公益財団法人全日本スキー連盟、岩手県、岩手県教育委員会、八幡平市、八幡平市教育委員会
- 共催：読売新聞社
- 後援：スポーツ庁、公益財団法人日本スポーツ協会、日本放送協会（NHK）、公益財団法人岩手県体育協会、一般社団法人八幡平市体育協会
- 主管：公益財団法人全国高等学校体育連盟スキー専門部、岩手県高等学校体育連盟、一般財団法人岩手県スキー連盟、八幡平市スキー連盟
- 協力：陸上自衛隊岩手駐屯地

#### 実施競技・会場一覧
| 競技名 | 競技名                   | 競技名 | 会場地   | 会場                                  |
| ------ | ------------------------ | ------ | -------- | ------------------------------------- |
| スキー | アルペン                 |        | 八幡平市 | 安比高原スキー場 カッコウコース       |
| スキー | クロスカントリー         |        | 八幡平市 | 田山クロスカントリーコース            |
| スキー | スペシャルジャンプ       |        | 八幡平市 | 矢神飛躍台                            |
| スキー | ノルディックコンバインド |        | 八幡平市 | 矢神飛躍台 田山クロスカントリーコース |

### スケート・アイスホッケー大会
スケート・アイスホッケー大会は、第71回全国高等学校スケート競技・アイスホッケー競技選手権大会として2022年1月17日 - 1月21日に青森県青森市、八戸市、南部町で開催された。スローガンは、「我らの思い 氷都とともに 奮い立て」。

#### 概要
- 主催：公益財団法人全国高等学校体育連盟、公益財団法人日本スケート連盟、公益財団法人日本アイスホッケー連盟、青森県、青森県教育委員会、青森市、青森市教育委員会、八戸市、八戸市教育委員会、南部町、南部町教育委員会
- 共催：読売新聞社
- 後援：スポーツ庁、公益財団法人日本スポーツ協会、日本放送協会、公益財団法人青森県スポーツ協会、一般財団法人青森市スポーツ協会、八戸市スポーツ協会、南部町体育協会、一般財団法人南部町健康増進公社
- 主管：公益財団法人全国高等学校体育連盟スケート専門部、青森県高等学校体育連盟、青森県スケート連盟、青森県アイスホッケー連盟

#### 実施競技・会場一覧
| 競技名         | 競技名 | 会場地               | 会場                                  |
| -------------- | ------ | -------------------- | ------------------------------------- |
| スピード       |        | 八戸市               | YSアリーナ八戸                        |
| フィギュア     |        | 青森市               | 盛運輸アリーナ                        |
| アイスホッケー |        | 八戸市               | テクノルアイスパーク八戸 フラット八戸 |
| アイスホッケー | 南部町 | ふくちアイスアリーナ |                                       |

### ラグビーフットボール大会
ラグビーフットボール大会は、第101回全国高等学校ラグビーフットボール大会として2021年（令和3年）12月27日 - 2022年（令和4年）1月8日に大阪府東大阪市の花園ラグビー場、花園中央公園多目的球技広場で開催された。
- 新型コロナウイルス感染症防止の観点から、開会式は行わないものとされた。
- 観客の有無については、下記の通りの2段階の形式にて対応された。

1. 大会初日より2022年1月1日まで、１チームあたり60人のチーム関係者の入場を可とする。
2. 2022年1月3日、5日、8日に限り、会場収容人数の半数の一般観客の入場を可とする。 - 1月3日以降は試合会場が1箇所となり、座席指定が可能となるため。

### 駅伝大会
駅伝大会は、男子第72回女子第33回全国高等学校駅伝競走大会として2021年（令和3年）12月26日に京都府京都市のたけびしスタジアム京都、たけびしスタジアム京都付設駅伝コースで開催された。

#### 概要
- 主催：公益財団法人全国高等学校体育連盟、公益財団法人日本陸上競技連盟、毎日新聞社、京都府、京都府教育委員会、京都市、京都市教育委員会
- 後援：スポーツ庁、日本放送協会
- 主管：公益財団法人全国高等学校体育連盟陸上競技専門部、一般財団法人京都陸上競技協会、京都府高等学校体育連盟

#### 大会記録

##### 入賞校
| 全国高等学校駅伝競走大会 | 全国高等学校駅伝競走大会 | 優勝              | 2位                 | 3位                 | 4位                 | 5位               | 6位               | 7位             | 8位               |
| ------------------------ | ------------------------ | ----------------- | ------------------- | ------------------- | ------------------- | ----------------- | ----------------- | --------------- | ----------------- |
| 2021年 （令和3年）       | 男子第72回大会           | 世羅 （広島）     | 洛南 （大阪）       | 仙台育英 （宮城）   | 大分東明 （大分）   | 佐久長聖 （長野） | 倉敷 （岡山）     | 西脇工 （兵庫） | 学法石川 （福島） |
| 2021年 （令和3年）       | 女子第33回大会           | 仙台育英 （宮城） | 薫英女学院 （大阪） | 神村学園 （鹿児島） | 立命館宇治 （京都） | 興譲館 （岡山）   | 須磨学園 （兵庫） | 長野東 （長野） | 諫早 （長崎）     |

##### 区間賞
| 全国高等学校駅伝競走大会 | 全国高等学校駅伝競走大会 | 1区                            | 2区                          | 3区                                | 4区                             | 5区                                  | 6区                        | 7区                    |
| ------------------------ | ------------------------ | ------------------------------ | ---------------------------- | ---------------------------------- | ------------------------------- | ------------------------------------ | -------------------------- | ---------------------- |
| 2021年 （令和3年）       | 男子第72回大会           | 森下翔太 （世羅） 28'49"       | 山中達貴 （西脇工） 7'59"    | コムマス・ムワンギ （世羅） 22'59" | 宮本陽叶 （洛南） 23'08"        | 瀬間元輔 （東農大二） 8'50"          | 大野聖登 （秋田工） 14'35" | 村上響 （世羅） 14'22" |
| 2021年 （令和3年）       | 女子第33回大会           | 米澤奈々香 （仙台育英） 19'15" | 杉森心音 （仙台育英） 12'41" | 山中菜摘 （仙台育英） 9'53"        | 明貝菜乃羽 （薫英女学院） 9'17" | ワングイ・エスター （興譲館） 15'14" | -                          | -                      |